# 川渝耳蕨
川渝耳蕨（学名：Polystichum bissectum）为鳞毛蕨科耳蕨属下的一个种。

## 扩展阅读
- 維基物種上的相關：川渝耳蕨